# Padesát tři stanic na cestě Tókaidó
Padesát tři stanic na cestě Tókaidó (japonsky 東海道五十三次, Tókaidó Godžúsan-cugi) je série japonských dřevorytů ukijo-e vyvořených japonským malířem a grafikem Hirošige Utagawou. Tématem tisků jsou zastávky (stanice) na cestě Tókaidó (東海道), což je označení pro historickou cestu podél tichomořského pobřeží, která spojovala hlavní japonská města Kjóto a Tokio (dříve Edo). Tisky vytvořil Hirošige v letech 1833–1834 v edici Hóeidó poté, co v roce 1832 sám tuto cestu poprvé absolvoval. Vedle 53 stanic série znázorňuje ještě odchod z Eda a příchod do Kjóta, takže soubor čítá celkem 55 tisků. Později série vycházela v re-edicích různě pozměněná; známé jsou například edice Gjóšo (1841–1844) a Reišo (1847–1852). V rámci jednotlivých edicí se pak také objevovaly různé verze některých tisků.

## Přehled tisků
| #  | Obrázek edice Hóeidó (1833–1834) | Název                       | Japonský název            | Popis obrázku (edice Hóeidó) Současná lokalita                                                               | edice Gjóšo (1841–1844)           | edice Reišo (1847–1852) |
| -- | -------------------------------- | --------------------------- | ------------------------- | --- | --------------------------------- | ----------------------- |
| 1  |                                  | Odchod z Eda: Nihonbaši     | 日本橋 Nihonbaši          | Nihonbaši: ranní pohled Most Japonska v dnešním Tokiu                                                        | Vyrážení za úsvitu                |                         |
| 2  |                                  | 1. stanice: Šinagawa        | 品川 Šinagawa             | Šinagawa: východ slunce Šinagawa je dnes čtvrť v Tokiu                                                       | Shinagawa, Samegafuchi asa no kei |                         |
| 3  |                                  | 2. stanice: Kawasaki        | 川崎 Kawasaki             | Kawasaki: trajekt Rokugó Město Kawasaki v prefektuře Kanagawa                                                |                                   |                         |
| 4  |                                  | 3. stanice: Kanagawa        | 神奈川 Kanagawa           | Kanagawa: pohled na nábřeží Dnes jedna ze čtvrtí v Jokohamě                                                  |                                   |                         |
| 5  |                                  | 4. stanice: Hodogaja        | 程ヶ谷, 保土ヶ谷 Hodogaja | Hodogaja: most Šimmači Dnes jedna ze čtvrtí v Jokohamě                                                       |                                   |                         |
| 6  |                                  | 5. stanice: Totsuka         | 戸塚 Totcuka              | Totcuka: křižovatka s cestou do Kamakury Dnes jedna ze čtvrtí v Jokohamě                                     |                                   |                         |
| 7  |                                  | 6. stanice: Fudžisawa       | 藤沢 Fudžisawa            | Fudžisawa: chrám Jugjódži Dnes město Fudžisawa                                                               |                                   |                         |
| 8  |                                  | 7. stanice: Hiracuka        | 平塚 Hiracuka             | Hiracuka: pěšina mezi rýžovými políčky Dnes město Hiracuka                                                   |                                   |                         |
| 9  |                                  | 8. stanice: Óiso            | 大磯 Óiso                 | Óiso: déšť Dnes město Óiso-mači v prefektuře Kanagawa                                                        |                                   |                         |
| 10 |                                  | 9. stanice: Odawara         | 小田原 Odawara            | Odawara: brod na řece Sakawa Dnes město Odawara v prefektuře Kanagawa                                        |                                   |                         |
| 11 |                                  | 10. stanice: Hakone         | 箱根 Hakone               | Hakone: Vysoké skály u jezera Hakone Dnes město u stejnojmenné sopky a jezera                                |                                   |                         |
| 12 |                                  | 11. stanice: Mišima         | 三島 Mišima               | Mišima: ranní mlha, cestující míjejí chrám Dnes město Mišima v prefektuře Šizuoka                            |                                   |                         |
| 13 |                                  | 12. stanice: Numazu         | 沼津 Numazu               | Numazu: soumrak Dnes město Numazu v prefektuře Šizuoka                                                       |                                   |                         |
| 14 |                                  | 13. stanice: Hara           | 原 Hara                   | Hara: Fudži po ránu Městečko Hara bylo v roce 1968 sloučeno s Numazu                                         |                                   |                         |
| 15 |                                  | 14. stanice: Jošiwara       | 吉原 Jošiwara             | Jošiwara: Fudži po levé straně silnice Jošiwara je dnes vlaková stanice ve městě Fudži                       |                                   |                         |
| 16 |                                  | 15. stanice: Kanbara        | 蒲原 Kanbara              | Kanbara: vesnice pod sněhem Městečko Kanbara bylo v roce 2006 začleněno do čtvrti Šimizu-ku ve městě Šizuoka |                                   |                         |
| 17 |                                  | 16. stanice: Jui            | 由井, 由比 Jui            | Jui: průsmyk u hory Satta V roce 2008 bylo Jui začleněno do čtvrti Šimizu-ku ve městě Šizuoka                |                                   |                         |
| 18 |                                  | 17. stanice: Okicu          | 興津 Okicu                | Okicu: řeka Okicu Stejnojmenná vlaková stanice dnes součástí čtvrti Šimizu-ku ve městě Šizuoka               |                                   |                         |
| 19 |                                  | 18. stanice: Edžiri         | 江尻 Edžiri               | Edžiri: výhled na pláž Miho Edžiri je dnes součástí čtvrti Šimizu-ku ve městě Šizuoka                        |                                   |                         |
| 20 |                                  | 19. stanice: Fučú           | 府中, 駿府 Fučú           | Fučú: řeka Abe Dnes součást čtvrti Aoi-ku ve městě Šizuoka                                                   |                                   |                         |
| 21 |                                  | 20. stanice: Mariko         | 鞠子, 丸子 Mariko         | Mariko: slavná čajovna Dnes součást čtvrti Suruga-ku ve městě Šizuoka                                        |                                   |                         |
| 22 |                                  | 21. stanice: Okabe          | 岡部 Okabe                | Okabe: hora Ucu Dnes součást města Fudžieda v prefektuře Šizuoka                                             |                                   |                         |
| 23 |                                  | 22. stanice: Fudžieda       | 藤枝 Fudžieda             | Fudžieda: výměna nosičů a koní Dnes město Fudžieda v prefektuře Šizuoka                                      |                                   |                         |
| 24 |                                  | 23. stanice: Šimada         | 島田 Šimada               | Šimada: na levém břehu (Sugura) řeky Ói Město Šimada v prefektuře Šizuoka                                    |                                   |                         |
| 25 |                                  | 24. stanice: Kanaja         | 金屋, 金谷 Kanaja         | Kanaja: na pravém břehu (Tótómi) řeky Ói Městečko Kanaya sloučeno v roce 2005 s městem Šimada                |                                   |                         |
| 26 |                                  | 25. stanice: Nissaka        | 日坂 Nissaka              | Nissaka: průsmyk Sayo no Nakayama Dnes součást města Kakegawa                                                |                                   |                         |
| 27 |                                  | 26. stanice: Kakegawa       | 掛川 Kakegawa             | Kakegawa: Vzdálený pohled na horu Akiha Město Kakegawa v prefektuře Šizuoka                                  |                                   |                         |
| 28 |                                  | 27. stanice: Fukuroi        | 袋井 Fukuroi              | Fukuroi: venkovní čajový stánek Město Fukuroi v prefektuře Šizuoka                                           |                                   |                         |
| 29 |                                  | 28. stanice: Micuke         | 見附 Micuke               | Micuke: řeka Tenrju Dnes součást města Iwata                                                                 |                                   |                         |
| 30 |                                  | 29. stanice: Hamamacu       | 浜松 Hamamacu             | Hamamacu: zimní pustina Město Hamamacu v prefektuře Šizuoka                                                  |                                   |                         |
| 31 |                                  | 30. stanice: Maisaka        | 舞阪 Maisaka              | Maisaka: ostroh Imagire Dnes součást západní části Hamamacu                                                  |                                   |                         |
| 32 |                                  | 31. stanice: Arai           | 荒井, 新居 Arai           | Arai: trajekty Arai bylo v roce 2010 začlenědo do města Kosai v prefektuře Šizuoka                           |                                   |                         |
| 33 |                                  | 32. stanice: Širasuka       | 白須賀 Širasuka           | Širasuka: Šiomizaka Širasuka je dnes čtvrť ve města Kosai                                                    |                                   |                         |
| 34 |                                  | 33. stanice: Futagawa       | 二川 Futagawa             | Futagawa: zastávka na odpočinek Sarugababa Dnes součást města Tojohaši v prefektuře Aiči                     |                                   |                         |
| 35 |                                  | 34. stanice: Jošida         | 吉田 Jošida               | Jošida: most přes řeku Tojo Dnes centrum města Tojohaši v prefektuře Aiči                                    |                                   |                         |
| 36 |                                  | 35. stanice: Goju           | 御油 Goju                 | Goju: ženy zastavující cestovatele Dnes součást města Tojokawa v prefektuře Aiči                             |                                   |                         |
| 37 |                                  | 36. stanice: Akasaka        | 赤坂 Akasaka              | Akasaka: Cestující a hostesky v hostinci Dnes součást města Tojokawa v prefektuře Aiči                       |                                   |                         |
| 38 |                                  | 37. stanice: Fudžikawa      | 藤川 Fudžikawa            | Fudžikawa: hraniční značka (patník) Dnes součást města Okazaki v prefektuře Aiči                             |                                   |                         |
| 39 |                                  | 38. stanice: Okazaki        | 岡崎 Okazaki              | Okazaki: most přes řeku Jahagi Město Okazaki v prefektuře Aiči                                               |                                   |                         |
| 40 |                                  | 39. stanice: Čirjú          | 池鯉鮒, 知立 Čirjú        | Čirjú: letní veletrh koní Město Čirjú v prefektuře Aiči                                                      |                                   |                         |
| 41 |                                  | 40. stanice: Narumi         | 鳴海 Narumi               | Narumi: barevné látky ve čtvrti Arimatsu Dnes součástí čtvrti Midori-ku ve městě Nagoja                      |                                   |                         |
| 42 |                                  | 41. stanice: Mija           | 宮 Mija                   | Mija: náboženský festival ve svatyni Acuta Dnes součástí čtvrti Acuta-ku ve městě Nagoja                     |                                   |                         |
| 43 |                                  | 42. stanice: Kuwana         | 桑名 Kuwana               | Kuwana: Vstup do přístavu trajektu Šičiri Město Kuwana v prefektuře Mie                                      |                                   |                         |
| 44 |                                  | 43. stanice: Jokkaiči       | 四日市 Jokkaiči           | Jokkaiči: řeka Mie Město Jokkaiči v prefektuře Mie                                                           |                                   |                         |
| 45 |                                  | 44. stanice: Išijakuši      | 石薬師 Išijakuši          | Išijakuši: chrám Išijakuši Dnes součástí města Suzuka v prefektuře Mie                                       |                                   |                         |
| 46 |                                  | 45. stanice: Šóno           | 庄野 Šóno                 | Šóno: cestující překvapeni náhlým deštěm Dnes součástí města Suzuka v prefektuře Mie                         |                                   |                         |
| 47 |                                  | 46. stanice: Kamejama       | 亀山 Kamejama             | Kamejama: jasné počasí po sněžení (Hrad na zasněženém svahu) Město Kamejama v prefektuře Mie                 |                                   |                         |
| 48 |                                  | 47. stanice: Seki           | 関 Seki                   | Seki: časný odjezd z hostince Dnes součástí města Kamejama                                                   |                                   |                         |
| 49 |                                  | 48. stanice: Sakanošita     | 坂下 Sakanošita           | Sakanošita: vrchol hory Fudesute Dnes součástí města Kamejama                                                |                                   |                         |
| 50 |                                  | 49. stanice: Cučijama       | 土山 Cučijama             | Cučijama: jarní deštík Dnes součástí města Kóka v prefektuře Šiga                                            |                                   |                         |
| 51 |                                  | 50. stanice: Minakuči       | 水口 Minakuči             | Minakuči: ženy sušící proužky tykve kanpjó Dnes město Kóka v prefektuře Šiga                                 |                                   |                         |
| 52 |                                  | 51. stanice: Išibe          | 石部 Išibe                | Išibe: vesnice Mekawa Dnes centrum města Konan v prefektuře Šiga                                             |                                   |                         |
| 53 |                                  | 52. stanice: Kusacu         | 草津 Kusacu               | Kusacu: restaurace Ubagamochiya a ohlašovací stanice Město Kusacu v prefektuře Šiga                          |                                   |                         |
| 54 |                                  | 53. stanice: Ócu            | 大津 Ócu                  | Ócu: čajovna Haširii Město Ócu, hlavní město prefektury Šiga                                                 |                                   |                         |
| 55 |                                  | Konec cesty Tókaidó v Kjótu | 京師 Kjóto                | Kjóto: most Sandžó Óhaši Dnes most Sandžó Óhaši přes řeku Kamo v Kjótu                                       |                                   |                         |